# カザフ語版ウィキペディア
カザフ語版ウィキペディア（カザフごばんウィキペディア、kkwiki）はフリーのインターネット百科事典ウィキペディアのカザフ語版である。

## 概要
2002年6月に創設された。カザフ語版のウィキペディアは成長速度が早く、1年間で記事数が7,000から100,000へと増加した。これはカザフ語百科事典がクリエイティブ・コモンズの表示-継承ライセンス (CC BY-SA) の下で記事を引用することを許可したことが大きい。この大規模な記事数の増加は2011年に始まり、非営利団体のウィキビリム財団により開始された。2011年にはサムルーク・カズィナ財団が編集や電子化、著作権移転などに関して3000万テンゲの投資を行うなど、カザフ語版ウィキペディア拡大に対して国を挙げたサポートが行われるようになった。
2012年4月、Tengri Newsはサムルーク・カズィナのプレスリリースを引用して以下のように報道した。「2011年政府系ファンドのサムルーク・カズィナはカザフ語版ウィキペディア発展のため合計2.04億テンゲを投資する。この年、さらに1.36億テンゲが追加で充当された」。
カザフ語版ウィキペディアの特徴として、キリル文字, ラテン文字, アラビア文字という3つの異なる文字を使用して記述可能で、閲覧の際の変換機能が実装されている点が挙げられる。2011年10月26日、カザフ語版ウィキペディアの記事数が100,000を突破し、2012年11月29日には200,000を超えた。現在の記事数は238,866である。

## 統計
| 記事数集計 | 記事数集計     |
| 記事数     | 日時           |
| ---------- | -------------- |
| 1,000      | 2007年1月15日  |
| 7,000      | 2010年1月17日  |
| 10,000     | 2011年4月7日   |
| 50,000     | 2011年7月9日   |
| 100,000    | 2011年10月26日 |
| 150,000    | 2012年8月6日   |
| 200,000    | 2012年11月29日 |

## ギャラリー

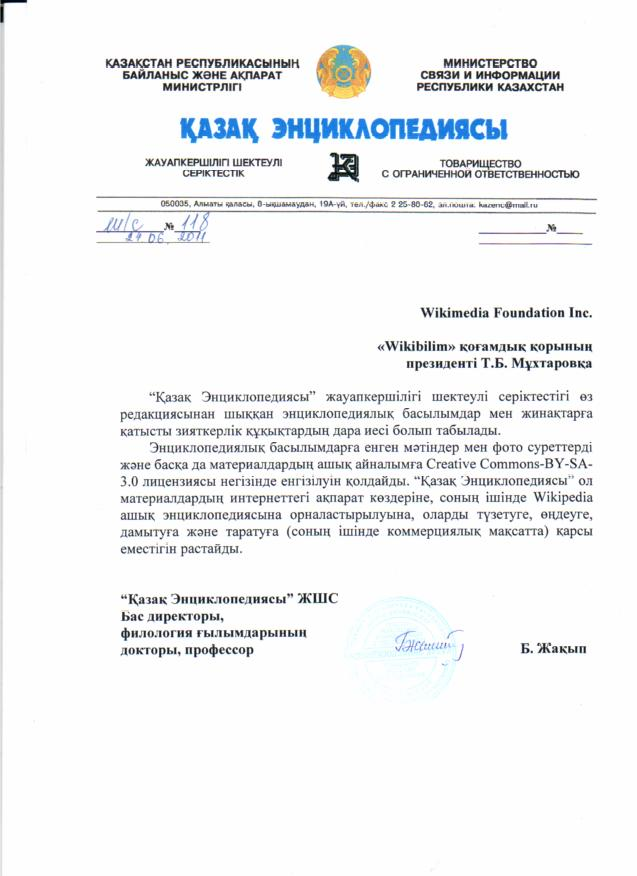
CC BY-SAライセンスの下で記事の流用を認可したカザフ語百科事典の文書
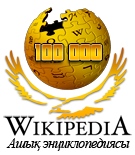
カザフ語版ウィキペディアの項目数が10万個を超えた際の記念ロゴ (2011年秋)
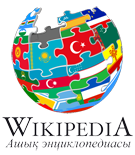
トルコ語版ウィキペディアカンファレンスの際のカザフ語版ウィキペディアのロゴ (2012年4月)
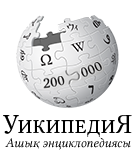
項目数が20万個を超えた際の記念ロゴ